# Giovanni II di Lorena
Giovanni II d'Angiò (Nancy, 2 agosto 1424 – Barcellona, 16 dicembre 1470) fu duca di Calabria (solo titolare dal 1443) dal 1435, duca di Lorena dal 1453 e principe di Gerona dal 1466 fino alla sua morte.
Fu il primogenito di Renato d'Angiò, duca d'Angiò e conte di Provenza, conte di Piemonte e duca di Bar, duca di Lorena, re di Napoli (poi solo titolare), re titolare di Gerusalemme, nonché re di Aragona, e di Isabella di Lorena (1410-1453).

## Biografia
Nel 1434, alla morte del fratello Luigi III d'Angiò, suo padre Renato, oltre a ereditare i titoli di famiglia, fu nominato erede dalla regina Giovanna II di Napoli, e tre mesi dopo, nel 1435, quando Giovanna morì, divenne re di Napoli e Giovanni fu insignito del titolo di Duca di Calabria che equivaleva al titolo di erede al trono. Ma nel 1442, dopo che gli Aragonesi avevano preso il sopravvento nel regno, fu costretto a lasciare Napoli per fare ritorno in Francia.
Comunque trascorse gran parte della propria vita a progettare intrighi per rimettere gli Angiò sul trono di Napoli. In particolare alla morte di Alfonso, nel 1458, Giovanni, che aveva continuato a farsi chiamare duca di Calabria, con l'appoggio, sia diplomatico che finanziario, dello zio il re di Francia Carlo VII, tentò una vigorosa offensiva contro il figlio illegittimo e successore di Alfonso, Ferdinando I di Napoli.
Giovanni in quell'anno aveva riconquistato Genova alla Francia, ed era stato acclamato governatore. Poi, nell'ottobre del 1459, salpò da Genova, ma arrivato a Napoli la sua flotta genovese fu sconfitta; Giovanni sbarcò ugualmente alla foce del Volturno, si riorganizzò e, per due anni, compì splendide gesta, ma alla fine, la campagna si risolse in un disastro perché, dopo la sconfitta nella battaglia di Troia, fu abbandonato da tutti i nobili più influenti del regno. Gli rimanevano solo Ischia e Castel dell'Ovo, dove fu raggiunto dal padre Renato, che, arrivato dalla Provenza, si rese conto dell'inutilità della causa e lo convinse a rientrare in Provenza (1461).
Nel frattempo, nel 1444, Giovanni III aveva sposato Maria di Borbone-Clermont (1428–1448), figlia del duca di Borbone Carlo I e di Agnese di Borgogna. Inoltre già nel 1453, alla morte della madre Isabella di Lorena, Giovanni ereditò il Ducato di Lorena, mentre era ancora vivente il padre Renato d'Angiò.
I rapporti con il nuovo re di Francia, Luigi XI, non furono mai buoni e nel 1465 Giovanni si unì alla lega del bene pubblico, costituita dal duca di Borgogna, Carlo il Temerario, e il fratello del re Carlo di Francia, e partecipò alla battaglia di Montlhéry, dove il re venne sconfitto.
Nel 1466 la Generalitat di Catalogna offrì la corona d'Aragona al conte di Provenza Renato d'Angiò, che accettò e inviò in Catalogna il proprio figlio, il duca di Calabria Giovanni, nominandolo principe di Gerona, quindi erede al trono.
Giovanni prese l'iniziativa ottenendo successi militari che costrinsero Giovanni II d'Aragona nel solo regno di Valencia, però quando ormai sembrava che Giovanni di Lorena potesse avere la meglio, morì improvvisamente avvelenato a Barcellona (16 dicembre 1470).

## Discendenza
Da Maria di Borbone Giovanni ebbe quattro figli:
- Isabella, nata nel 1445, morta giovane;
- Renato, nato nel 1446, morto giovane;
- Maria, nata nel 1447, morta giovane;
- Nicola (1448 - † 1473), duca di Lorena;

De donne diverse, ebbe altri figli:
- Giovanni, bastardo di Calabria, conte di Briey, morto nel 1504;
- Alberto, bastardo di Calabria, signore d'Essey;
- Una figlia che sposò Giovanni di Scozia;
- Giovanna d'Abancourt, bastarda di Calabria, sposò Achille, bastardo di Beauvau;
- Margherita, bastarda di Calabria.

## Ascendenza
|                           |                      |                          | Genitori                             |  |  | Nonni |  |  | Bisnonni        |  |  | Trisnonni              |  |
|                           |                      |                          |                                      |  |  |       |  |  | Luigi I d'Angiò |  |  | Giovanni II di Francia |  |
|                           |                      |                          |                                      |  |  |       |  |  | Luigi I d'Angiò |  |  | Giovanni II di Francia |  |
|                           |                      | Bona di Lussemburgo      |                                      |  |  |       |  |  | Luigi I d'Angiò |  |  |                        |  |
| Luigi II d'Angiò          |                      |                          |                                      |  |  |       |  |  | Luigi I d'Angiò |  |  |                        |  |
|                           |                      | Maria di Blois           | Carlo di Blois                       |  |  |       |  |  |                 |  |  |                        |  |
|                           |                      | Maria di Blois           | Carlo di Blois                       |  |  |       |  |  |                 |  |  |                        |  |
|                           |                      | Maria di Blois           | Giovanna di Penthièvre               |  |  |       |  |  |                 |  |  |                        |  |
| Renato d'Angiò            |                      | Maria di Blois           |                                      |  |  |       |  |  |                 |  |  |                        |  |
|                           |                      | Giovanni I d'Aragona     | Pietro IV di Aragona                 |  |  |       |  |  |                 |  |  |                        |  |
|                           |                      | Giovanni I d'Aragona     | Pietro IV di Aragona                 |  |  |       |  |  |                 |  |  |                        |  |
|                           |                      | Giovanni I d'Aragona     | Eleonora di Sicilia                  |  |  |       |  |  |                 |  |  |                        |  |
| Iolanda di Aragona        |                      | Giovanni I d'Aragona     |                                      |  |  |       |  |  |                 |  |  |                        |  |
|                           |                      | Iolanda di Bar           | Roberto I di Bar                     |  |  |       |  |  |                 |  |  |                        |  |
|                           |                      | Iolanda di Bar           | Roberto I di Bar                     |  |  |       |  |  |                 |  |  |                        |  |
|                           |                      | Iolanda di Bar           | Maria di Valois                      |  |  |       |  |  |                 |  |  |                        |  |
| Giovanni II di Lorena     |                      | Iolanda di Bar           |                                      |  |  |       |  |  |                 |  |  |                        |  |
|                           | Giovanni I di Lorena | Rodolfo di Lorena        |                                      |  |  |       |  |  |                 |  |  |                        |  |
|                           | Giovanni I di Lorena | Rodolfo di Lorena        |                                      |  |  |       |  |  |                 |  |  |                        |  |
|                           | Giovanni I di Lorena | Maria di Châtillon       |                                      |  |  |       |  |  |                 |  |  |                        |  |
| Carlo II di Lorena        | Giovanni I di Lorena |                          |                                      |  |  |       |  |  |                 |  |  |                        |  |
|                           |                      | Sofia di Württemberg     | Eberardo II di Württemberg           |  |  |       |  |  |                 |  |  |                        |  |
|                           |                      | Sofia di Württemberg     | Eberardo II di Württemberg           |  |  |       |  |  |                 |  |  |                        |  |
|                           |                      | Sofia di Württemberg     | Elisabetta di Henneberg-Schleusingen |  |  |       |  |  |                 |  |  |                        |  |
| Isabella di Lorena        |                      | Sofia di Württemberg     |                                      |  |  |       |  |  |                 |  |  |                        |  |
|                           |                      | Roberto del Palatinato   | Roberto II del Palatinato            |  |  |       |  |  |                 |  |  |                        |  |
|                           |                      | Roberto del Palatinato   | Roberto II del Palatinato            |  |  |       |  |  |                 |  |  |                        |  |
|                           |                      | Roberto del Palatinato   | Beatrice d'Aragona                   |  |  |       |  |  |                 |  |  |                        |  |
| Margherita del Palatinato |                      | Roberto del Palatinato   |                                      |  |  |       |  |  |                 |  |  |                        |  |
|                           |                      | Elisabetta di Norimberga | Federico V di Norimberga             |  |  |       |  |  |                 |  |  |                        |  |
|                           |                      | Elisabetta di Norimberga | Federico V di Norimberga             |  |  |       |  |  |                 |  |  |                        |  |
|                           |                      | Elisabetta di Norimberga | Elisabetta di Meißen                 |  |  |       |  |  |                 |  |  |                        |  |
|                           |                      | Elisabetta di Norimberga |                                      |  |  |       |  |  |                 |  |  |                        |  |